# Every Day Is Exactly the Same
Every Day Is Exactly the Same (znany również jako Halo 21) jest trzecim singlem z albumu With Teeth amerykańskiej grupy rockowej Nine Inch Nails. To ich dwudzieste pierwsze oficjalne wydawnictwo. Singiel wydano 4 kwietnia 2006 roku jako minialbum, a także jako remix-album dla With Teeth, co wzbudziło niezadowolenie Trenta Reznora.
Utwór pojawił się w 2008 roku w reżyserowanym przez Timura Biekmambietowa filmie Wanted – Ścigani, stając się wizytówką produkcji.

## Lista utworów
Wszystkie utwory napisane przez Trenta Reznora.

### Edycja amerykańska
1. "Every Day Is Exactly the Same" – 4:57
2. "The Hand That Feeds" (DFA Mix) – 9:03
3. "The Hand That Feeds" (Photek Straight Mix) – 7:47
4. "Only" (El-P Mix) – 4:22
5. "Only" (Richard X Mix) – 7:25
6. "Every Day Is Exactly the Same" (Sam Fog vs. Carlos D Mix) – 5:03

### Edycja japońska
1. "Every Day Is Exactly the Same" – 4:57
2. "The Hand That Feeds" (DFA Mix) – 9:03
3. "The Hand That Feeds" (Photek Straight Mix) – 7:47
4. "Only" (El-P Mix) – 4:22
5. "Only" (Richard X Mix) – 7:25
6. "Every Day Is Exactly the Same" (Sam Fog vs. Carlos D Mix) – 5:03
7. "The Hand That Feeds" (Photek Dub Mix) – 7:52
8. "Love Is Not Enough" (Live at Rehearsals) – 3:51